# Александровское сельское поселение (Лаишевский район)
Александровское се́льское поселе́ние — муниципальное образование в Лаишевском районе Татарстана Российской Федерации.
Административный центр — посёлок совхоза им. 25 Октября.

## История
Статус и границы сельского поселения установлены Законом Республики Татарстан от 31 января 2005 года № 28-ЗРТ «Об установлении границ территорий и статусе муниципального образования „Лаишевский муниципальный район“ и муниципальных образований в его составе».

## Население
| 2010  | 2011  | 2012  | 2013  | 2014  | 2015  | 2016  |
| ----- | ----- | ----- | ----- | ----- | ----- | ----- |
| 1795  | ↗1798 | ↘1779 | ↗1794 | ↘1765 | →1765 | ↘1761 |
| 2017  | 2018  |       |       |       |       |       |
| ↘1759 | ↘1722 |       |       |       |       |       |

## Состав сельского поселения
| № | Населённый пункт       | Тип населённого пункта          | Население |
| - | ---------------------- | ------------------------------- | --------- |
| 1 | Александровский        | посёлок                         | 289       |
| 2 | Бутыри                 | село                            | 30        |
| 3 | Верхние Кармачи        | деревня                         | 14        |
| 4 | Нижние Кармачи         | посёлок                         | 11        |
| 5 | Совхоза им. 25 Октября | посёлок, административный центр | 1611      |